# Haljala
Haljala (em estoniano:  Haljala vald) é um município rural estoniano localizado na região de Lääne-Virumaa. Está localizado a cerca de 10 km a noroeste da cidade de Rakvere, pela estrada Tallinn – Narva. Haljala é o centro administrativo da paróquia de Haljala. Até o censo de 2011, a população do assentamento era de 1.084 habitantes